# Molière de la meilleure pièce de création
Palmarès du Molière de la pièce de création (et nomination) :
MOLIÈRE DE LA PIÈCE DE CRÉATION
- 1997 : Kinkali d'Arnaud Bedouët, mise en scène Philippe Adrien, théâtre national de Nice, théâtre national de la Colline
  - Le Roman de Lulu de David Decca, mise en scène Didier Long, Petit Théâtre de Paris, Artemis Diffusion
  - Le Mal de mère de Pierre-Olivier Scotto, mise en scène Françoise Seigner, théâtre de la Madeleine
  - Variations énigmatiques d'Éric-Emmanuel Schmitt, mise en scène Bernard Murat, théâtre Marigny, Atelier Théâtre Actuel
  - Le Libertin d'Éric-Emmanuel Schmitt, mise en scène Bernard Murat, théâtre Montparnasse
- 1998 : André le Magnifique, texte et mise en scène Isabelle Candelier, Loïc Houdré, Patrick Ligardes, Denis Podalydès et Michel Vuillermoz, Maison de la Culture de Bourges, théâtre Tristan-Bernard
  - Les Côtelettes de Bertrand Blier, mise en scène Bernard Murat, théâtre de la Porte-Saint-Martin
  - Skylight de David Hare, mise en scène Bernard Murat, théâtre de la Gaîté-Montparnasse
  - Popcorn de Ben Elton, mise en scène Stéphan Meldegg, théâtre La Bruyère
  - Marciel monte à Paris de et mise en scène Marc Hollogne, Ciné Théâtre 13, théâtre Rive Gauche
- 1999 : Copenhague de Michael Frayn, mise en scène Michael Blakemore, théâtre Montparnasse
  - Pour la galerie de Claude d'Anna et Laure Bonin, mise en scène Stéphan Meldegg, théâtre de l'Œuvre
  - Rêver peut-être de Jean-Claude Grumberg, mise en scène Jean-Michel Ribes, Centre national de création d'Orléans, théâtre du Rond-Point
  - Tout contre de Patrick Marber, mise en scène Patrice Kerbrat, théâtre Fontaine
  - Après la pluie de Sergi Belbel, mise en scène Marion Bierry, théâtre de Poche Montparnasse
- 2000 : Tambours sur la digue d'Hélène Cixous, mise en scène Ariane Mnouchkine, théâtre du Soleil
  - Hôtel des deux mondes d'Éric-Emmanuel Schmitt, mise en scène Daniel Roussel, théâtre Marigny
  - Jacques et Mylène de Gabor Razov mise en scène Pierre Pradinas, théâtre de la Gaîté-Montparnasse
  - Résonances de Katherine Burger mise en scène Irina Brook, théâtre de l'Atelier
  - A torts et à raisons de Ronald Harwood, mise en scène Marcel Bluwal, théâtre Montparnasse
  - Raisons de famille de Gérald Aubert, mise en scène Gildas Bourdet, théâtre Hébertot
- 2001 : Les Directeurs de Daniel Besse, mise en scène Étienne Bierry, théâtre de Poche Montparnasse
  - Le Grand Retour de Boris S. de Serge Kribus, mise en scène Marcel Bluwal, théâtre de l'Œuvre
  - Les Monologues du vagin d'Eve Ensler, mise en scène Tilly, Petit Théâtre de Paris
  - Novecento d'Alessandro Baricco, mise en scène Frank Cassenti, théâtre de la Pépinière-Opéra
  - Trois versions de la vie de Yasmina Reza, mise en scène Patrice Kerbrat, théâtre Antoine
- 2002 : La Boutique au coin de la rue de Miklós László, mise en scène Jean-Jacques Zilbermann, théâtre Montparnasse
  - La Griffe de Claude d'Anna et Laure Bonin, mise en scène Annick Blancheteau, théâtre Fontaine
  - Jalousie en trois fax d'Esther Vilar, mise en scène Didier Long, Petit Théâtre de Paris
  - Théâtre sans animaux de et mise en scène Jean-Michel Ribes, théâtre Fontaine
  - Visites à Mister Green de Jeff Baron, mise en scène Jean-Luc Tardieu, théâtre La Bruyère

MOLIÈRE DE LA PIÈCE DE CRÉATION FRANÇAISE
- 2003 : Un petit jeu sans conséquence de Jean Dell et Gérald Sibleyras, mise en scène Stéphane Hillel, Petit Théâtre de Paris
  - Le Vent des peupliers de Gérald Sibleyras, mise en scène Jean-Luc Tardieu, théâtre Montparnasse
  - État critique de Michel Lengliney, mise en scène Éric Civanyan, théâtre Fontaine
  - Jeux de scène de Victor Haïm, mise en scène Marcel Bluwal, théâtre de l'Œuvre
  - Un vrai bonheur de et mise en scène Didier Caron, théâtre Hébertot
- 2004 : ...Comme en 14 de Dany Laurent, mise en scène Yves Pignot, théâtre 13, théâtre Montparnasse
  - La Belle Mémoire de Pierre-Olivier Scotto, mise en scène Alain Sachs, théâtre Hébertot
  - L'Inscription de Gérald Sibleyras, mise en scène Jacques Échantillon, théâtre du Petit-Montparnasse
  - L'Invité de David Pharao, mise en scène Jean-Luc Moreau, théâtre Édouard VII, théâtre des Mathurins
  - L'Autre Dumas de Cyril Gely et Éric Rouquette, mise en scène Jean-Luc Tardieu, théâtre Marigny-Salle Popesco
- 2005 : Dis à ma fille que je pars en voyage de et mise en scène Denise Chalem, théâtre de l'Œuvre
  - Amitiés sincères de François Prévôt-Leygonie et Stéphan Archinard, mise en scène Bernard Murat, théâtre Édouard VII
  - Camille C. de Jonathan Kerr, mise en scène Jean-Luc Moreau, théâtre de l'Œuvre
  - Musée haut, musée bas de et mise en scène Jean-Michel Ribes, théâtre du Rond-Point
  - Rue de Babylone de Jean-Marie Besset, mise en scène Jacques Lassalle, Petit Montparnasse
  - Sortie de scène de Nicolas Bedos, mise en scène Daniel Benoin, théâtre Hébertot